# Niklasdorftunnel
Der Niklasdorftunnel ist ein doppelröhriger Autobahntunnel auf der Semmering Schnellstraße bei Niklasdorf (Bezirk Leoben) in der Obersteiermark. Er umfährt den Ort im Süden. Aufgrund von starken Bewegungen des Berges entstand in der Nordröhre ein langer Riss in der Innenschale, was eine sofortige provisorische Sanierung (Verstärkung durch Spritzbeton) erforderlich machte. Da die technische Ausstattung nicht mehr dem Stand der Technik entspricht, wird der Tunnel ab Mitte 2011 generalsaniert.